# Генрих IV, часть 2
«Ге́нрих IV, часть 2» — историческая хроника английского драматурга Уильяма Шекспира. Продолжение Генрих IV, часть 1. Пьеса основана на реальных исторических фактах. Она была написана и опубликована в 1598 году.  

## Действующие лица
- Король Генрих IV.
- Генрих, принц Уэльский, впоследствии Генрих V, сын короля.
- Томас, герцог Кларенс, сын короля.
- Принц Джон Ланкастерский, сын короля.
- Принц Хамфри Глостер, сын короля.
- Граф Уорик, сторонник короля.
- Граф Уэстморленд, сторонник короля
- Граф Суррей, сторонник короля.
- Гауэр, сторонник короля.
- Гаркорт, сторонник короля.
- Блент, сторонник короля.
- Лорд верховный судья.
- Его помощник.
- Граф Нортумберленд, противник короля.
- Скруп, архиепископ Йоркский, противник короля.
- Лорд Моубрей, противник короля.
- Лорд Гастингс, противник короля.
- Лорд Бардольф, противник короля.
- Сэр Джон Колвиль, противник короля.
- Треверс, слуга Нортумберленда.
- Мортон, слуга Нортумберленда.
- Сэр Джон Фальстаф.
- Паж Фальстафа.
- Бардольф.
- Пистоль.
- Пойнс.
- Пето.
- Шелло, мировой судья.
- Сайленс, мировой судья.
- Деви, слуга Шеллоу.
- Грибок, рекрут.
- Облако, рекрут.
- Лишай, рекрут.
- Немочь, рекрут .
- Телок, рекрут.
- Клещ, полицейский.
- Коготь, полицейский.
- Леди Нортумберленд.
- Леди Перси.
- Мистрис Куикли, трактирщица в Истчипе.
- Доль Тершит.
- Лорды, офицеры, солдаты, пажи, горожане, привратник, гонцы, два судебных пристава, трактирные слуги и свита.
- Олицетворениние Молвы в прологе.
- Танцор, читающий эпилог.

## Главные герои
- Король Генрих четвёртый.
- Сэр Джон Фальстаф.
- Генрих, принц Уэльский.
- Скруп, архиепископ Йоркский.

## Место действия
Действие происходит в Англии в начале XV века.

## Интересные факты

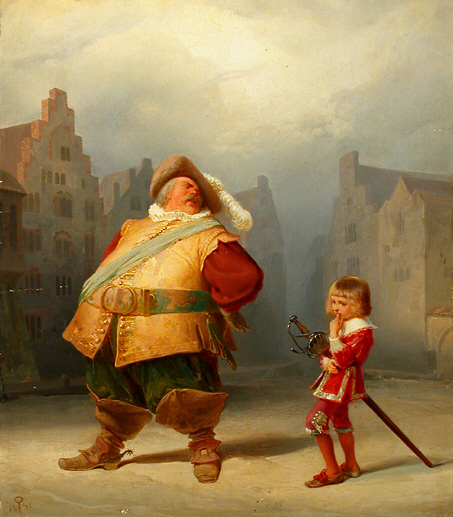
Фальстаф и его паж

- Имя мирового судьи Шеллоу — от англ. shallow «мелкий, неглубокий».
- Имя мирового судьи Сайленс — от англ. silence «молчание».
- Мировые судьи (те самые Шеллоу и Сайленс), были в старой Англии довольно значительными административными лицами, которые наблюдали за «общественным спокойствием» и за исполнением правительственных распоряжений.
- Доль Тершит — от англ. tear sheet буквально «рви простыню».
- Олицетворение Молвы, говорящий пролог — образ из моралите, средневекового аллегорического театра, нередко выводившийся на сцене во времена Шекспира.
- Эту пьесу на русский язык перевёл известный русский поэт, писатель и переводчик Шекспира Борис Пастернак.
- Роль принца Уэльского исполнял Томас Арн.